# My Love, My Life (песня)
«My Love, My Life» (первоначально: «Monsieur, Monsieur») — песня шведской группы ABBA с их четвёртого альбома Arrival. Ведущий вокал принадлежит Агнете Фельтског. По мнению официального биографа группы Карла Магнуса Пальма, песня является одной из тех композиций, которые, будучи исполняемыми от лица «брошенной женщины», не могут не вызывать слёз.
В 1996 году при издании сборника своих сольных работ Агнета выбрала название именно этой песни в качестве названия всего альбома.

## Кавер-версии

### Версия Элен Пейдж
- Певица Элейн Пейдж исполнила переработанную версию песни (под названием «Like An Image Passing By») для англоязычной версии мюзикла Abbacadabra. Также эта версия вышла как сингл в Германии в декабре 1983 года[4].

### Другие версии
- Британская певица Хазель Дин записала свою версию песни для трибьют-альбома 1996 года The Winner Takes It All / Hazell Dean Sings Abba.
- Версия новозеландской группы Bike включена на трибьют-сборник 1995 года Abbasalutely.